# Разловци
Разловци (мкд. Разловци) су насеље у Северној Македонији, у источном делу државе. Разловци су у саставу општине Делчево.

## Географија
Разловци су смештени у источном делу Северне Македоније. Од најближег града, Делчева, насеље је удаљено 16 km јужно.
Насеље Разловци се налази у историјској области Пијанец. Насеље се развило у долини реке Брегалнице, на месту где она излази из клисуре у Делчевско поље. Западно о д насеља издиже се планина Голак, а источно Обозна планина. Надморска висина насеља је приближно 740 метара. 
Месна клима је планинска због знатне надморске висине.

## Становништво
Разловци су према последњем попису из 2002. године имали 826 становника.
Претежно становништво у насељу су етнички Македонци (99%), а остало су Срби.
Већинска вероисповест месног становништва је православље.